# The Wombats
The Wombats es una banda indie rock de Liverpool, Inglaterra. La banda está conformada por dos nativos de esta ciudad: Matthew Murphy (voces, guitarra, teclados) y Daniel Haggis (batería, percusiones, teclados y coro); el tercer miembro de la banda es el noruego Tord Øverland-Knudsen (bajo, guitarra, teclados y coro). Tienen contrato con la discográfica 14th Floor Records en el Reino Unido, y Bright Antenna en Estados Unidos.

## Historia

### Inicios de la banda
Los tres componentes de la banda, Matthew Murphy, Dan Haggis y Tord Øverland-Knudsen (este último de origen noruego), se conocieron en el Paul McCartney's Liverpool Institute for Performing Arts (LIPA). Lo especial de cada uno de ellos y su infinito sentido del humor, les llevó a formar una banda que al principio no tenía nombre. Así que durante un tiempo Murphy y Dan empezaron a llamar Wombo el uno al otro. De este peculiar modo surgirá el nombre The Wombat que acabará derivando en The Wombats.
Ya tenían nombre, y Liverpool no tardó en tomarse en serio al grupo. Sus conciertos intercalaban intros a cappella o monólogos entre canciones, así que es fácil llegar a imaginarse lo surrealistas que podían llegar a ser sus giras.
Más tarde, el LIPA los seleccionó para tocar ante 20.000 personas en el Midi Festival de Pekín (China). Y todavía se hicieron más grandes cuando les invitaron a actuar en la Canadian Music Week. 
De nuevo en Liverpool, montaban una fiesta semanal en un club, donde podían tocar con regularidad y mejor sus composiciones. Un sello se fijó en ellos tras los siete Eps que la banda se había autofinanciado. El sello comprobó que tenían una estupenda colección de canciones y ahí empezó su nueva etapa, donde se dieron a conocer en toda la nación indie, teloneando a los mismísimos Kaiser Chiefs y Babyshambles.

## Miembros
Los miembros de la banda son:
- Matthew Murphy: vocalista, teclado y guitarra.
- Dan Haggis: vocalista y batería.
- Tord Øverland-Knudsen: vocalista, guitarra y bajo.

## Discografía

### Álbumes de estudio
- 2006: Girls, Boys and Marsupials (sólo en Japón)
- 2007: The Wombats Proudly Present: A Guide to Love, Loss & Desperation nº11 UK nº 35 Aust
- 2011: The Wombats Proudly Present... This Modern Glitch
- 2015: Glitterbug
- 2018: Beautiful People Will Ruin Your Life
- 2022: Fix yourself, not the world
- 2025: Oh! The Ocean

### Sencillos
- 2006: "Moving to New York"
- 2007: "Backfire at the Disco"
- 2007: "Kill the Director" nº35 UK
- 2007: "Let's Dance to Joy Division" nº15 UK
- 2008: "Moving to New York" nº13 UK
- 2008: "Backfire at the Disco" nº40 UK
- 2008: "Kill the Director" nº48 UK
- 2010: "Tokyo(Vampires and wolves)"
- 2011: "Jump Into The Fog"
- 2015: "Your Body Is a Weapon"
- 2015: "Greek Tragedy"
- 2015: "Give Me a Try"
- 2015: "Be Your Shadow"
- 2015: "Emoticons"

### EP
- 2006: "Theme Park EP"
- 2008: "The Wombats EP" (USA)

## Apariciones en Festivales
- Midi Modern Music Festival
- Lake of Stars Festival, Malaui
- Matthew Street Festival, Liverpool
- Glastonbury Festival (2007)(2008)
- Knowsley Hall Music Festival, Liverpool
- Oxegen Festival, Irlanda (2008)
- V Festival (2007)
- Rock Ness Festival (2007)
- Bestival (2007)
- Fuji Rock Festival (2007)
- FM4 Frequency Festival (2008)
- Metro Get Loaded in the Park (2007)
- Peace & Love (2008)
- Pinkpop Festival, Países Bajos]] (2008)
- Hove Festival, Noruega (2008)
- A Campingflight to Lowlands Paradise, Países Bajos (2008)
- Albert Hall]], Londres , (2008)
- Isle of Wight Festival, Isla de Wight, (2008)
- Splendour In The Grass Festival, Byron Bay (2008)
- Beach Break Live, Polzeath (2008)
- Eurockéennes|Eurockéennes Festival, Francia (2008)
- Hurricane Festival, Alemania (2008)
- Sziget Festival, Hungría (2008)
- Festival scopitone, Nantes (Francia) (2008)
- Southside Festival, Neuhausen ob Eck (Alemania) (2008)
- Openair St. Gallen, Suiza
- Wireless Festival (2008)
- Glastonbury Festival(2008)
- Main Square Festival, Arrás (2008)
- T in the park, Balado (2008)
- Pukkelpop, Bélgica (2008)
- Reading and Leeds Festival, Reading y Leeds,  UK (2008)
- Uka i Aas, Noruega (2008)
- Splendour in the Grass, Australia (2008)
- Nos Alive Lisboa, Portugal (2015)
- LollaPalooza, Argentina (2022)
- Mad Cool Festival, Madrid (2025)

## Apariciones en España
- Ibiza Rocks, Ibiza (25/06/2008)
- Sala Heineken, Madrid (21/10/2008)
- Sala Bikini, Barcelona (20/10/2008)
- Festival S.O.S 4.8, Murcia (02/05/2009)
- Sala Apolo, Barcelona (21/05/2011)
- Sala Joy Eslava, Madrid (22/05/2011)
- Ibiza Rocks, Ibiza (08/06/2011)
- Arenal Sound, Burriana(Castellón) (05/08/2012)
- Arenal Sound, Burriana (Castellón) (1/08/2014)
- Mad Cool Festival, Madrid (11/07/2025)